# Systematische desensitisatie
Systematische desensitisatie (systematisch ongevoelig maken) is een vorm van gedragstherapie die wordt toegepast bij angststoornissen zoals een fobie; als onderdeel van behavioristische therapieën gebaseerd op klassieke conditionering. 

## Achtergrond
Angsten worden bij mensen vooral via conditionering geïnstalleerd en gaan zich na verloop van tijd generaliseren. Dat laatste wil zeggen dat aanverwante prikkels die aanvankelijk geen angstwaarde hadden, uiteindelijk ook angst oproepen omdat ze op enige manier verbonden zijn met de originele prikkel. Wordt ook wel stimulusgeneralisatie genoemd. 
Door de cliënt telkens weer bloot te stellen aan het voorwerp van zijn angst gepaard aan een aan die angst tegengestelde emotie tracht men de cliënt van de fobie af te helpen.

## Indicatiestelling en diagnostiek
De systematische desensitisatie kan worden aangeboden aan een cliënt met een angststoornis, indien:
- het geen interpersoonlijke fobie betreft, daarvoor is een assertiviteitstraining geschikter;
- een ondubbelzinnige stimulus of oorzaak voor de welbepaalde angst gevonden is;
- de patiënt zich kan ontspannen wanneer dit van hem gevraagd wordt (hij kan bijvoorbeeld ontspanningsoefeningen leren);
- de cliënt genoeg voorstellingsvermogen heeft om de angstverschijnselen bij zichzelf op te wekken;
- er geen groep van fobieën is.

Effectieve systematische desensitisatie is gemeld van spraakstoornissen, slapeloosheid, seksuele problemen, en dwangstoornissen.
Voor het begin van de behandeling worden zorgvuldig alle stimuli in kaart gebracht die de angst in stand houden, met bijtelling van factoren die volgens de cliënt weinig verband houden met (de) angst, maar daar volgens de therapeutische inzichten wel toe bijdragen.

## Behandeling
- Er wordt samen met de cliënt een angsthiërarchie opgesteld. Daarmee wordt een lijst aangeduid met alle angsten van gering tot heftig. Te denken valt aan een plastic spin als eerste onderwerp van de lijst, lopend tot een groot aantal vogelspinnen als besluit.
- Ontspanningsoefeningen: de cliënt leert en oefent een methode om zich, op het moment dat hij dat wenst, te ontspannen.
- Behandeling: terwijl de cliënt zich zo diep mogelijk ontspant, wordt hij geconfronteerd met de onderwerpen van de angsthiërarchie , te beginnen met het onderwerp dat de minste angst opwekt. Als het hem mogelijk is zich te ontspannen bij confrontatie met het ene onderwerp, neemt men het volgende en werkt zo systematisch de gehele lijst af. Zie ook Gradual exposure.

### Varianten
- In principe verloopt de in vivo exposure zoals boven beschreven. Alleen wordt de cliënt niet alleen uitgenodigd zich het object van zijn angst voor te stellen, maar wordt hij of zij er daadwerkelijk mee geconfronteerd (messen, spinnen enzovoorts).
- In de cognitieve gedragstherapie is er behalve voor gedragstherapeutische processen als conditionering, aandacht voor irrationele gedachten die dan bij de cliënt opkomen.